# Wartau
Wartau és un municipi del cantó de Sankt Gallen (Suïssa), situat al districte de Werdenberg.